# 이 마냐나 세라 오트로 디아
《이 마냐나 세라 오트로 디아》(스페인어: Y mañana será otro día)은 2018년 방영된 멕시코의 텔레노벨라이다.